# Pępówka fioletowoblaszkowa

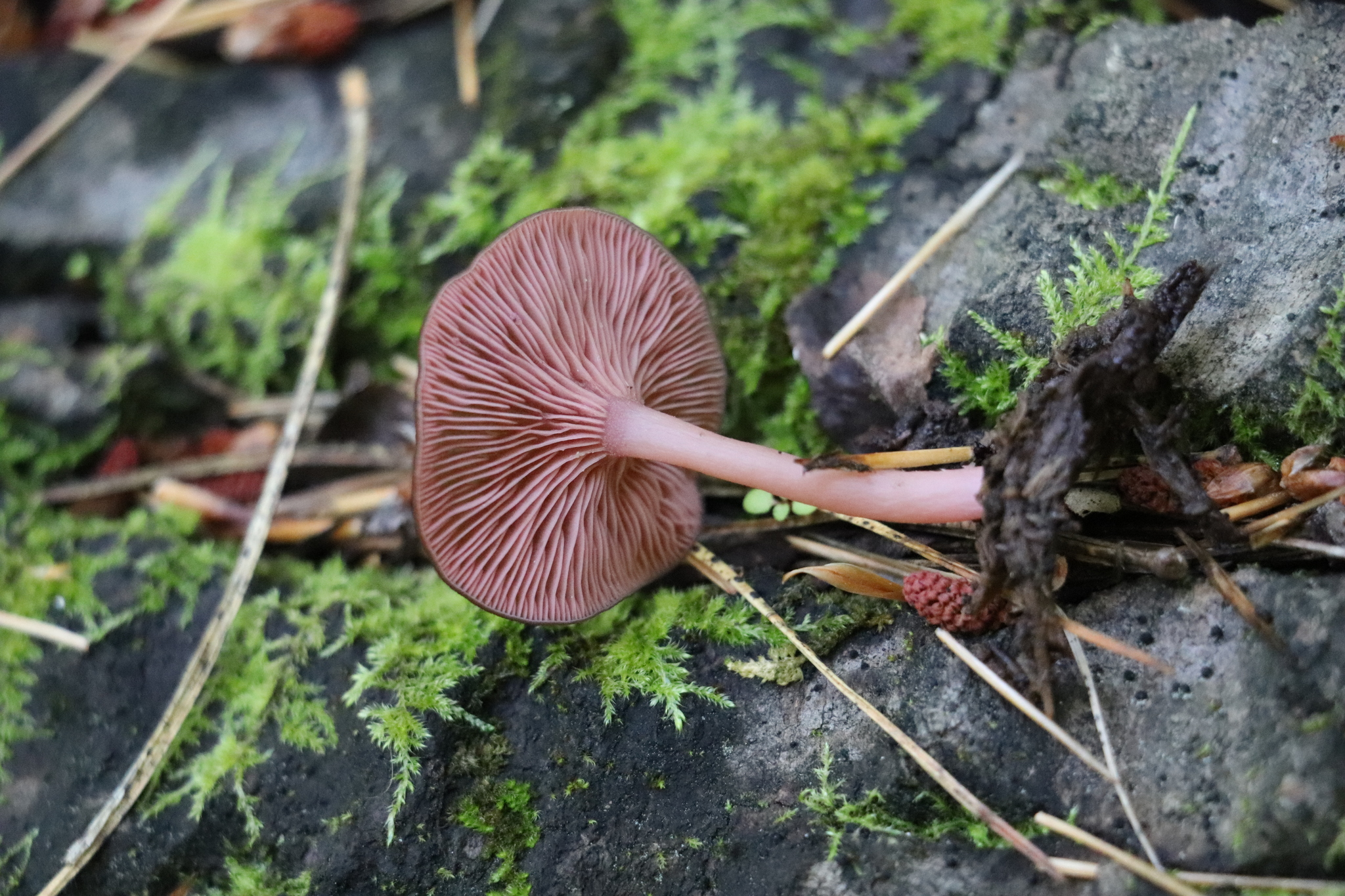

Pępówka fioletowoblaszkowa (Arrhenia discorosea (Pilát) Zvyagina, A.V. Alexandrova & Bulyonk.) – gatunek grzybów z rodziny wodnichowatych (Hygrophoraceae).

## Systematyka i nazewnictwo
Pozycja w klasyfikacji według Index Fungorum: Arrhenia, Hygrophoraceae, Agaricales, Agaricomycetidae, Agaricomycetes, Agaricomycotina, Basidiomycota, Fungi.
Po raz pierwszy gatunek ten opisał w 1934 r. Albert Pilát, nadając mu nazwę Omphalia discorosea. Obecną, uznaną przez Index Fungorum nazwę, nadały mu Elena Zvyagina, V. Alexandrova i Tatiana Bulyonk. w 2015 r. Pozostałe synonimy:
- Omphalina discorosea (Pilát) Herink & Kotl. 1975
- Rhodocybe ulmi Lj.N. Vassiljeva 1973[2].

Polską nazwę zarekomendował Władysław Wojewoda w 2003 r. dla synonimu Omphalina discorosea. Jest niespójna z aktualną nazwą naukową.

## Morfologia
Kapelusz
Średnica do 5 cm, początkowo wypukły z zagłębieniem, później lejkowaty, płaski z prążkowanym brzegiem, higrofaniczny. Powierzchnia kapelusza jedwabista lub drobno łuskowata, brązowa lub szarobrązowa z różowym odcieniem o różnej intensywności.
Blaszki
Zbiegające, średnio gęste, różowe, czasem z ciemniejszym ostrzem.
Trzon
Centralna lub ekscentryczny, często zakrzywiony, tego samego koloru co kapelusz lub ciemniejszy. Powierzchnia gładka lub różowo oprószona, u podstawy z jasnoróżową grzybnią.
Cechy mikroskopowe
Zarodniki: 5,5–7,5 × 5,5–6,5 µm, prawie kuliste, z kolcami o długości 0,5 µm. Podstawki 4-zarodnikowe.

## Występowanie i siedlisko
Sporadycznie występuje w Ameryce Północnej, Europie, na Kaukazie i w Azji Północnej. W Rosji sporadycznie spotykany na Syberii i Dalekim Wschodzie. Gatunek szeroko rozprzestrzeniony, ale rzadki. W Polsce do 2003 r. jedyne stanowisko podał Stanisław Domański w 1997 r. w Roztoczańskim Parku Narodowym. W późniejszych latach podano kilka nowych stanowisk.
Saprotrof zasiedlający martwe drewno drzew liściastych, rozwijający się głównie na topolach (zwłaszcza na topoli osice), rzadziej na jesionach, wiązach lub lipach. Preferuje lasy łęgowe i wilgotne obszary plantacji leśnych. Owocniki występują pojedynczo lub w małych grupach, głównie w okresie lipiec–sierpień. Szacuje się, że całkowita liczba stanowisk jest mniejsza niż 1000, a całkowita wielkość populacji nie przekracza 10 000 dojrzałych osobników. W ciągu ostatniego stulecia na całym świecie siedliska starodrzewów łęgowych z gruboziarnistym martwym drewnem dramatycznie się zmniejszyły. Szacuje się, że w Europie prawie wszystkie pierwotne lasy łęgowe i podmokłe zostały utracone. Zanikanie siedlisk trwa i podejrzewa się, że będzie kontynuowane w przyszłości. Dlatego Arrhenia discorosea jest uznawana za gatunek narażony na wyginięcie.